# Honaine

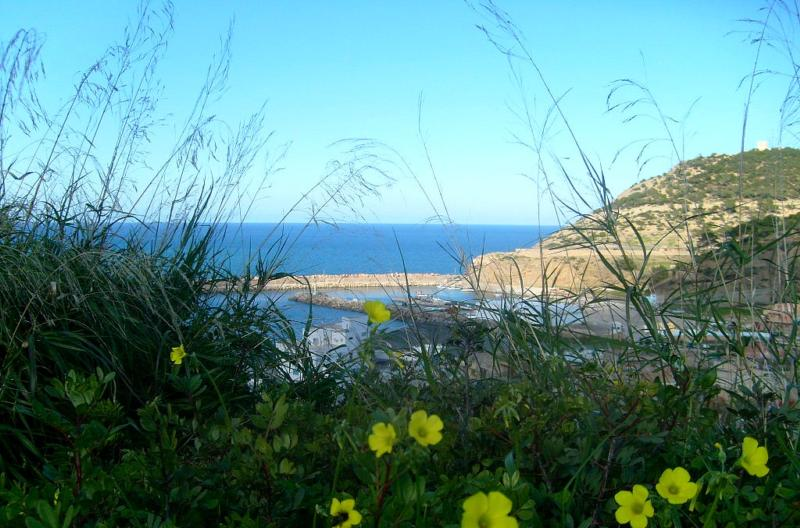
Honaine na Argélia.

Honaine (em árabe: هنين) é uma cidade e comuna localizada na província de Tremecém, no noroeste da Argélia. Em 2008, sua população era de 5 408 habitantes.